# Гарсия, Рожер
Рожер Гарси́я Хуньент (кат. Roger García Junyent; род. 15 декабря 1976[…], Сабадель, Каталония) — испанский футболист, левый полузащитник. Выступал за испанские клубы «Барселона», «Эспаньол», «Вильярреал» и голландский «Аякс».

### Клубная карьера
Рожер родился в Сабадель, Каталония, и является воспитанником молодёжной команды «Барселоны». Он дебютировал в первой команде в сезоне 1994-95, в следующем сезоне провел за «Барсу» 33 игры и забил свой первый гол в ничейном (1-1) гостевом матче против «Реала» 30 сентября 1995 года.
После ещё двух сезонов, в которых он всё реже появлялся в основном составе, Рожер перешёл в соседний «Эспаньол», где он был игроком стартового состава в течение большей части своего пребывания в клубе. В сезоне 2002-03 он забил 9 голов (лучший результат в карьере), а клуб едва избежал вылета.
Далее Рожер провел три сезона в «Вильярреале», однако в последнем для себя сезоне в клубе сыграл всего один матч из-за серьёзной травмы. За 12 месяцев сезона 2002-03 он забил три красивых гола со своей половины поля.
В 2006 году Рожер подписал с голландским «Аякс», присоединившись к бывшему товарищу по «Барселоне» Габри, но завершил карьеру через год из-за постоянных травм. В Амстердаме он стал последним игроком, который носил номер 14. По окончании того сезона этот номер был изъят из обращения и навсегда закреплен за легендой клуба Йоханом Кройфом, тренером Рожера в «Барселоне».

## Тренерская карьера
Первый опыт тренерской работы Рожер получил в 2010-11 годах, помогая бывшему товарищу по «Барселоне» Луису Каррерасу в «Сабаделе» и добившись выхода клуба в Сегунду.

## Личная жизнь
Братья Рожера, Оскар и Хенис, также футболисты. Они так же воспитанники «Барселоны», на профессиональном уровне достигли ещё меньшего, чем Рожер.

## Достижения
«Барселона»
- Чемпион Испании (2): 1997/98, 1998/99
- Обладатель Кубка Испании (2): 1996/97, 1997/98
- Обладатель Суперкубка Испании: 1996
- Обладатель Кубка УЕФА: 1996/97
- Обладатель Суперкубка УЕФА: 1997

«Эспаньол»
- Обладатель Кубка Испании: 1999/2000

«Вильярреал»
- Обладатель Кубка Интертото: 2004

Молодежная сборная Испании
- Чемпион Европы: 1998[6]